# Nigerianos americanos
Nigerianos americanos (em ibo:  Onye Naìjíríyà na Amerika; em haúça:  Yan Najeriyar asalin Amurka; em iorubá:  Àwọn ọmọ Nàìjíríà Amẹ́ríkà) são um grupo étnico constituído por americanos descendentes de nigerianos. Segundo American Community Survey (2019), estima-se que 461 695  residentes nos Estados Unidos tenham ascendência nigeriana. Ainda conforme estimativa da  ACS (2019), 392 811 residentes nos EUA nasceram na Nigéria.
Embora nativos da área que hoje corresponde à Nigéria tenham sido trazidos como escravos para as  Américas, por meio do comércio transatlântico de escravos, os residentes nos EUA que declaram ascendência nigeriana são, geralmente, imigrantes recentes (ou seja, ingressaram nos Estados Unidos depois de 1960, quando a Nigéria se tornou independente) e seus descendentes. 
Da mesma forma que é o mais populoso país da África, a Nigéria foi também o país africano que enviou o maior número de migrantes para os Estados Unidos, em 2013.